# Hội đồng Giáo hội Thế giới
Hội đồng Giáo hội Thế giới (World Council of Churches, WCC) là một tổ chức liên giáo hội Cơ đốc trên toàn thế giới được thành lập vào năm 1948. Các thành viên của nó ngày nay bao gồm Giáo hội Phương Đông Assyria, Giáo hội chính thống giáo cổ Đông phương, hầu hết các khu vực pháp lý của Giáo hội Chính thống giáo Đông phương, Nhà thờ Mar Thoma Syria của Malabar, Giáo hội Công giáo Cổ, Hiệp thông Anh giáo, hầu hết các nhà thờ Tin lành chính thống (chẳng hạn như Lutheran, Mennonite, Methodist, Moravian và Reformed) và một số nhà thờ Tin lành truyền đạo (chẳng hạn như Baptist và Pentecostal). Đáng chú ý, Giáo hội Công giáo không phải là thành viên, mặc dù nó cử các quan sát viên được công nhận đến các cuộc họp. WCC phát sinh từ phong trào đại kết và làm cơ sở cho tuyên bố sau:
The World Council of Churches is a fellowship of churches which confess the Lord Jesus Christ as God and Savior according to the scriptures, and therefore seek to fulfill together their common calling to the glory of the one God: Father, Son and Holy Spirit.
It is a community of churches on the way to visible unity in one faith and one eucharistic fellowship, expressed in worship and in common life in Christ. It seeks to advance towards this unity, as Jesus prayed for his followers, "so that the world may believe". (John 17:21)

WCC tự mô tả mình là "sự thông công trên toàn thế giới của 349 nhà thờ toàn cầu, khu vực và tiểu vùng, quốc gia và địa phương tìm kiếm sự thống nhất, một nhân chứng chung và phục vụ Cơ đốc". Nó không có trụ sở chính, nhưng trung tâm hành chính của nó là tại Trung tâm Đại kết ở Geneva, Thụy Sĩ. Các thành viên của tổ chức bao gồm các hệ phái tuyên bố đại diện cho hơn 500 triệu người trên khắp thế giới tại hơn 110 quốc gia.